# ديون كارني
ديون كارني (بالإنجليزية: Deon Carney)‏ هو لاعب اتحاد الرغبي جنوب أفريقي، ولد في 30 أغسطس 1991 في بريتس ‏ في جنوب أفريقيا.